# Hermatobates
Hermatobates is een geslacht van wantsen uit de familie van de Hermatobatidae. Het geslacht werd voor het eerst wetenschappelijk beschreven door George Herbert Carpenter in 1892.

## Soorten
Het genus bevat de volgende soorten:

- Hermatobates armatus Andersen & Weir, 2000
- Hermatobates bredini Herring, 1965
- Hermatobates djiboutensis Coutière & Martin, 1901
- Hermatobates haddoni Carpenter, 1892
- Hermatobates hawaiiensis China, 1956
- Hermatobates kula J. Polhemus & D. Polhemus, 2006
- Hermatobates lingyangjiaoensis Luo, Chen, Wang & Xie, 2019
- Hermatobates marchei Coutière & Martin, 1901
- Hermatobates palmyra J. Polhemus & D. Polhemus, 2012
- Hermatobates schuhi J. Polhemus & D. Polhemus, 2012
- Hermatobates singaporensis Cheng, 1976
- Hermatobates tiarae Herring, 1965
- Hermatobates weddi China, 1957